# La Bresse Lispach
La Bresse Lispach est une station de sports d'hiver, située dans le massif des Vosges dans le Grand Est, sur la commune de La Bresse au lac de Lispach. Elle comporte cinq remontées mécaniques et huit pistes de descente.

## Description
La station est le premier Espace Nordique du Massif des Vosges et dispose de 15 enneigeurs, ses pistes sont reliées avec les domaines de Gérardmer et Xonrupt.
La Bresse Lispach est dotée de 8 pistes de ski alpin et de ski de fond. Elle propose également :
- Un espace Nouvelles « Glisses Nordiques »
- Un espace biathlon
- Une piste de luge
- Un sentier piéton

## Statistiques et fréquentation
La saison 2020-2021 fut celle où la station eut le plus de recettes (277 000 € de recettes), suivi de 2021-2022,. Elle affiche un bond de plus de 30 % de fréquentation en 2022 par rapport à la moyenne des 5 dernières saisons.